# Alouette polyglotte
Corypha hypermetra
Espèce
Répartition géographique
Statut de conservation UICN

 LC  : Préoccupation mineure
L'Alouette polyglotte (Corypha hypermetra) est une espèce d'oiseaux de la famille des Alaudidae que l'on trouve en Afrique de l'Est.

## Description

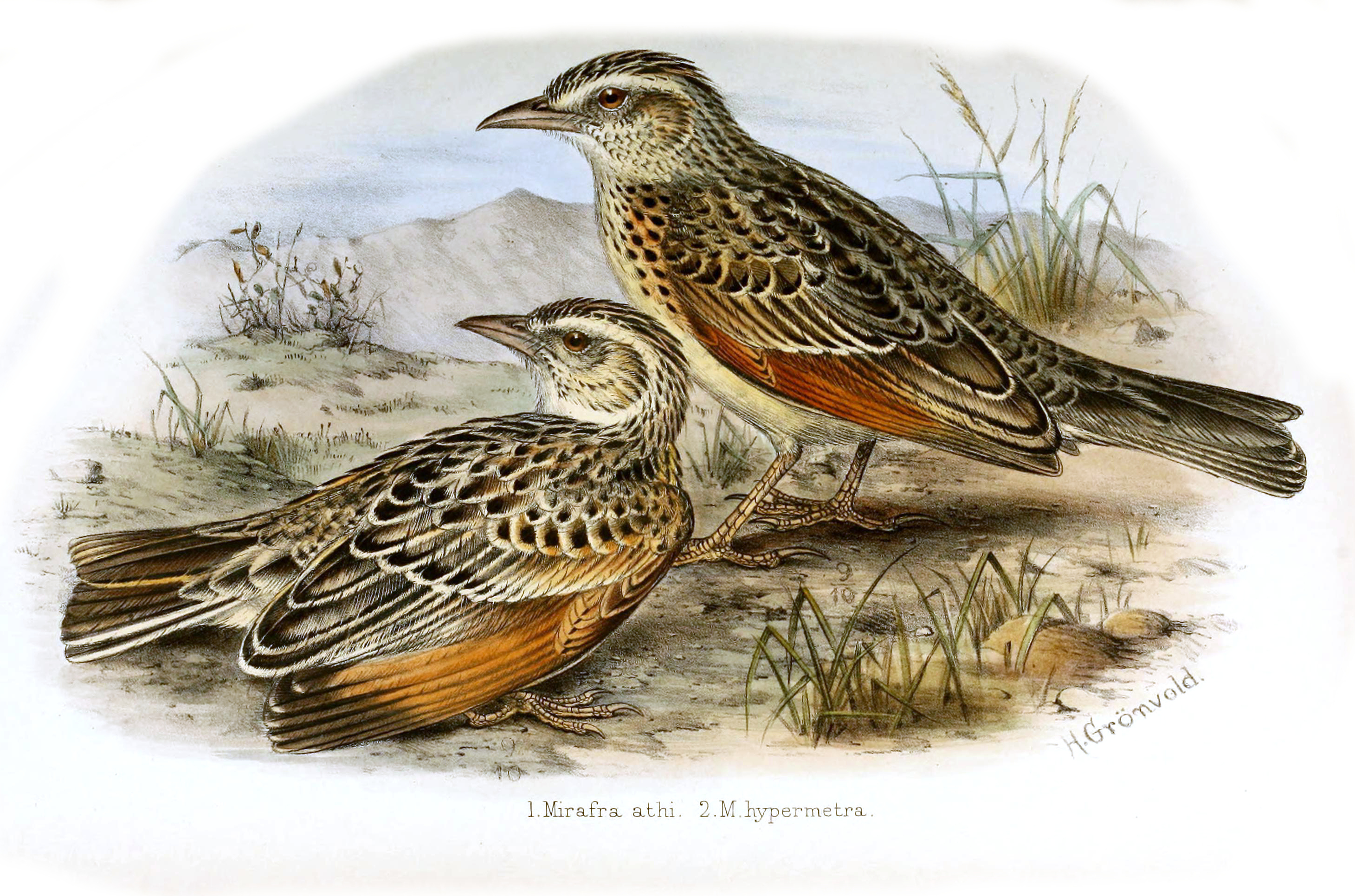
Alouette à nuque rousse (à gauche) et polyglotte par Henrik Grønvold.

L'Alouette polyglotte est un petit oiseau de 23 centimètres de long, du bec au bout de la queue, et un poids généralement compris entre 44 et 68 grammes, ce qui en fait l'une des plus grandes alouettes au monde. Elle ressemble à l'Alouette à nuque rousse, en plus grand, avec un bec plus robuste et une queue plus longue.

## Habitat et répartition
Son aire de répartition est dispersée mais assez étendue en Afrique de l'Est équatoriale. On la trouve en Éthiopie, au Kenya, en Somalie, au Soudan du Sud, en Tanzanie et en Ouganda, et son aire de répartition mondiale est estimée à 660 000 km2. Sa population totale n’a pas encore été quantifiée, mais on pense qu’elle est importante.
Son habitat naturel est la savane et les zones tropicales à subtropicales sèches, ouvertes et basses.

## Taxonomie
Jusqu'en 2023, l'Alouette polyglotte était classée dans le genre Mirafra mais, à la suite d'une large étude de phylogénétique moléculaire menée par l'ornithologue suédois Per Alström et ses collaborateurs, il a été démontré que ce genre était trop hétérogène, c'est pourquoi en 2024 le Congrès ornithologique international a divisé le genre Mirafra en quatre genre. L'Alouette polyglotte a été déplacée dans le genre Corypha,.

### Sous-espèces
Deux sous-espèces sont reconnues :
- Corypha hypermetra hypermetra (Reichenow, 1879) : du Sud de la Somalie au Nord-Est de la Tanzanie.
- Corypha hypermetra gallarum (Hartert, 1907) : Éthiopie.

Cette espèce et l'Alouette Kidepo (Corypha kidepoensis) étaient autrefois considérées comme conspécifiques. L'Alouette Kidepo a été élevée au rang d'espèce sur la base des résultats d'une étude complète du genre Corypha publiée en 2024,.